# Sealpakket
Een sealpakket is een in plasticfolie (PE) verpakte stapel folders.
Veel winkelketens maken gebruik van een dergelijk pakket en verspreiden zo hun reclamefolders. Voor de verdeling is dit makkelijker te hanteren dan vele afzonderlijke folders. De verpakking zorgt ervoor dat de folders niet nat worden.
In Nederland worden wekelijks 4,2 miljoen sealpakketten verspreid door Netwerk VSP (plastic seal). In België verspreidt de Belgische Distributiedienst (BD) een sealpakket naar de 4,39 miljoen huishoudens zonder anti-reclamesticker.
Sinds september 2013 wordt het sealpakket van Netwerk VSP onder het consumentenmerk Spotta. Sinds april 2014 wordt het sealpakket van BD bedrukt met het consumentenmerk myShopi.